# Luciano Spalletti
Luciano Spalletti   (Certaldo, 7 de març de 1959) és un entrenador de futbol i exjugador italià. Va ser el primer entrenador de la selecció d'Itàlia entre 2023-2025.
Després de debutar com a entrenador a la banqueta de l'Empoli FC, Spalletti va guanyar dos títols consecutius de la Copa italiana amb l'AS Roma, va dirigir l'FK Zenit Sant Petersburg del 2009 al 2014 amb qui va guanyar dos títols de la Lliga russa de futbol. Després de dues temporades al càrrec de l'FC Inter de Milà, va ser nomenat entrenador de l'SSC Nàpols el 2021, on va guanyar la Sèrie A la temporada 2022-23 abans de deixar el club el juny de 2023. L'agost de 2023, va ser nomenat entrenador de la selecció italiana de futbol.
El 15 de gener de 2024, Spalletti va ocupar el segon lloc al premi al millor entrenador masculí de la FIFA 2023, darrere del guanyador Pep Guardiola.
El juny de 2025 va ser cessat com a seleccionador nacional d'Itàlia degut als mals resultats.